# Beka Mikeltadze
Beka Mikeltadze (in georgiano ბექა მიქელთაძე?; Kutaisi, 26 novembre 1997) è un calciatore georgiano, attaccante del Montedio Yamagata.

## Caratteristiche tecniche
È un centravanti.

## Carriera

### Nazionale
Ha giocato nelle nazionali giovanili georgiane Under-17, Under-19 ed Under-21.
Nel 2020 ha giocato 2 partite nella nazionale maggiore georgiana.

## Statistiche
Statistiche aggiornate al 18 agosto 2019.

### Presenze e reti nei club
| Stagione              | Squadra               | Campionato            | Campionato | Campionato | Coppe nazionali | Coppe nazionali | Coppe nazionali | Coppe continentali | Coppe continentali | Coppe continentali | Altre coppe | Altre coppe | Altre coppe | Totale | Totale | Totale |
| Stagione              | Squadra               | Comp                  | Pres       | Reti       | Comp            | Pres            | Reti            | Comp               | Pres               | Reti               | Comp        | Pres        | Reti        | Pres   | Reti   |        |
| --------------------- | --------------------- | --------------------- | ---------- | ---------- | --------------- | --------------- | --------------- | ------------------ | ------------------ | ------------------ | ----------- | ----------- | ----------- | ------ | ------ | ------ |
| 2014-2015             | Zest'aponi            | UL                    | 6          | 0          | CG              | 1               | 0               |                    | -                  | -                  |             | -           | -           | 7      | 0      |        |
| 2015-2016             | Dinamo Tbilisi        | UL                    | 1          | 0          | CG              | 1               | 0               |                    | -                  | -                  |             | -           | -           | 2      | 0      |        |
| 2016                  | Dinamo Tbilisi        | UL                    | 11         | 1          | CG              | 3               | 0               | UCL+UEL            | 0+1                | 0                  |             | -           | -           | 15     | 1      |        |
| 2017                  | Dinamo Tbilisi        | EL                    | 35         | 15         | CG              | 4               | 1               |                    | -                  | -                  |             | -           | -           | 39     | 16     |        |
| Totale Dinamo Tbilisi | Totale Dinamo Tbilisi | Totale Dinamo Tbilisi | 47         | 16         |                 | 8               | 1               |                    | 3                  | 0                  |             | -           | -           | 58     | 17     |        |
| 2018                  | Rustavi               | EL                    | 13         | 3          | CG              | 0               | 0               |                    | -                  | -                  |             | -           | -           | 13     | 3      |        |
| 2018-2019             | Anorthōsis            | A                     | 23         | 2          | CC              | 2               | 1               | UEL                | 2                  | 0                  |             | -           | -           | 27     | 3      |        |
| 2019-2020             | Rubin                 | PL                    | 4          | 1          | CR              | 0               | 0               |                    | -                  | -                  |             | -           | -           | 4      | 1      |        |
| Totale carriera       | Totale carriera       | Totale carriera       | 93         | 22         |                 | 11              | 2               |                    | 3                  | 0                  |             | -           | -           | 107    | 24     |        |

## Palmarès

### Club

#### Competizioni nazionali
- Coppa di Georgia: 2

Dinamo Tbilisi: 2014-2015, 2015-2016
- Supercoppa di Georgia: 1

Dinamo Tbilisi: 2015
- Campionato georgiano: 1

Dinamo Tbilisi: 2015-2016